# Sabaton
Sabaton je švédská power metalová a heavy metalová hudební skupina založená v roce 1999 ve městě Falun. Debutové album Primo Victoria vydala v roce 2005 ve složení, které vydrželo dalších sedm let; Joakim Brodén (zpěv a klávesy), Pär Sundström (basová kytara), Daniel Mullback (bicí souprava), Rikard Sundén a Oskar Montelius (oba kytara). Po debutu dále následovalo devět studiových desek, včetně doposud poslední The War to End All Wars (2022). Od alba Coat of Arms (2010) se Sabaton pravidelně umísťují na předních příčkách evropských žebříčků prodejnosti. V rámci propagace alb absolvují dlouhá koncertní turné v roli hlavní kapely téměř po celé Evropě, Americe a v některých asijských zemích. Právě tato turné byla hlavním důvodem odchodu většiny členů v roce 2012, ti totiž chtěli trávit více času s rodinami. Zato Brodén a Sundström se chtěli skupině věnovat naplno, proto došlo k rozpadu, po kterém tato dvojice pokračuje s novými členy.
Hlavním motivem textů, jež skládá Brodén se Sundströmem, je válka, ať již druhá světová (především první alba skupiny) či dřívější historické bitvy. Kvůli tomu byla skupina několikrát obviněna z propagace nacismu, podle Brodéna se ale jedná pouze o vyprávění příběhů a kapela se distancuje od jakékoliv politické či ideologické  propagandy. Brodén, jenž je z matčiny strany polovičním Čechem a má český pas, napsal se Sundströmem některé texty také o české historii; v písni „Aces in Exile“ zmiňuje československé piloty během bitvy o Británii, skladba „1648“ pojednává o švédském obléhání Prahy a ve „Far from the Fame“ zpívá o československém maršálu Karlu Janouškovi. Písně skupiny jsou psané v angličtině, jedinou výjimku tvoří album Carolus Rex (2012), které bylo vydáno v anglické a švédské verzi, a některé bonusové skladby.
Hudební styl skupiny je převážně power metal kombinovaný s heavy metalem, které tvoří charakteristický zvuk Sabatonu. Na ten má vliv i Brodén se svým hrubým hlasem a neanglicky tvrdým vyslovováním hlásky „r“. Téměř od začátku kariéry Sabaton spolupracovali s producentem Peterem Tägtgrenem, který měl vliv na sílu jejich bicí soupravy. Změna nastala v roce 2018 při nahrávání alba The Great War, kdy skupina oslovila Jonase Kjellgrena. Management si skupina zajišťuje sama, respektive se o něj stará její baskytarista Sundström, čímž se Sabaton liší od mnoha jiných hudebních skupin, které si na tuto práci obvykle najímají externí firmy.

## Historie

### Začátky a první album (1999–2005)

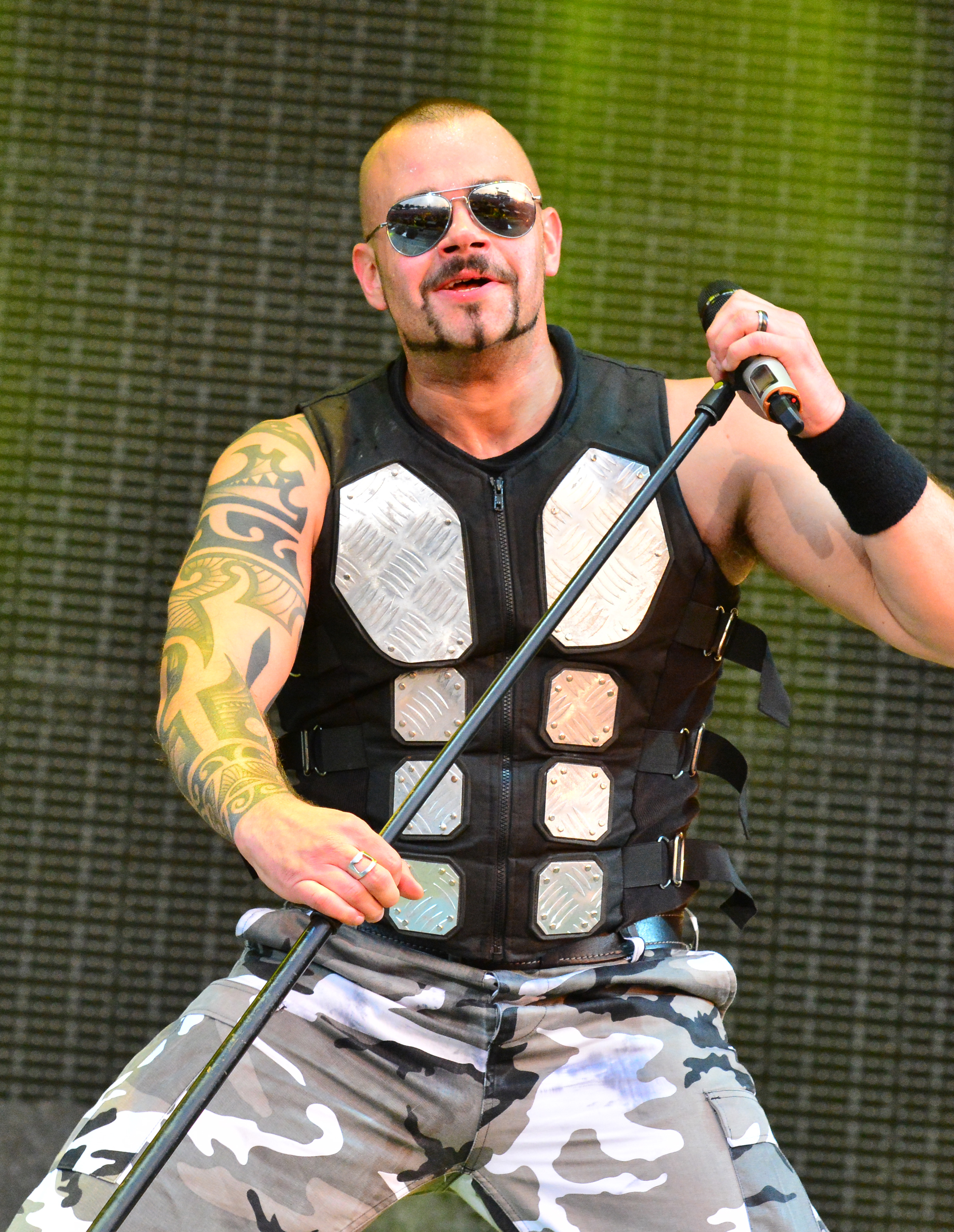
Joakim Brodén (2015)

Hudební skupina Sabaton byla založena v roce 1999 Joakimem Brodénem (zpěv, klávesy), Pärem Sundströmem (basová kytara), Richardem Larssonem (bicí souprava), Rikardem Sundénem a Oskarem Monteliusem (oba kytara), začínajícími mladými hudebníky, kteří poslouchali stejnou hudbu, ze švédského města Falun. Původní název kapely měl být Aeon, ale toto jméno již bylo zabráno jinou švédskou metalovou skupinou. Členové tedy použili název Sabaton, což je v angličtině výraz pro část rytířského brnění, která chrání chodidlo. Po několika koncertech v malých klubech ve Švédsku a vydání demo alba Fist for Fight chtěli s novým bubeníkem Danielem Mullbackem vydat pod nezávislým italským vydavatelstvím Underground Symphony album Metalizer. Skupině se ale nakonec nepodařilo vydání desky prosadit.
Následně se Sabaton rozhodli v roce 2004 natočit a vydat demo album Panzer Batallion, které bylo mnohem úspěšnější než Metalizer a skupina byla následně kontaktována mnohými nahrávacími společnostmi. Vyjednávání podmínek bylo ovšem komplikované a skupině se nezamlouvalo, a tak natočila debutové album Primo Victoria (2005) na své vlastní náklady. To se nahrávalo ve studiu Abyss Studio ve švédském městě Ludvika a producentem byl Tommy Tägtgren, bratr švédského hudebníka Petera Tägtgrena. Poté začali znovu vyjednávat s nahrávacími společnostmi a nakonec podepsali smlouvu se švédským vydavatelstvím Black Lodge Records.
Vydání alba ovšem opět provázely komplikace, a to především v Německu kvůli slovu „Nazi“ (česky nacistický) v titulní písni „Primo Victoria“, protože bylo považováno za neonacistickou propagandu. Celá píseň ovšem vypráví o vylodění v Normandii a slovo „Nazi“ bylo použito v kontextu „through the gates of hell, as we make our way to heaven, through the nazi lines“ (česky: skrze brány pekla, když si razíme cestu do nebe, skrz nacistické linie). Skupině se nakonec po vysvětlení kontextu podařilo v Německu vydání desky prosadit. Stejně jako titulní skladba, která se následně stala jedním z největších hitů skupiny, i ostatní písně kromě závěrečné „Metal Machine“ pojednávají o válečných tématech. K nápadu zpracovávat tyto témata přišli Brodén a Sundström, hlavní skladatelé skupiny, při psaní textu právě k titulní skladbě. Podle Brodéna se pak skládání písní stalo pro ně mnohem zajímavější a zábavnější. Ve Švédsku se album dostalo na čtyřicátou třetí pozici v žebříčku Sverigetopplistan.

### Vzestup na evropské hudební scéně (2006–2009)

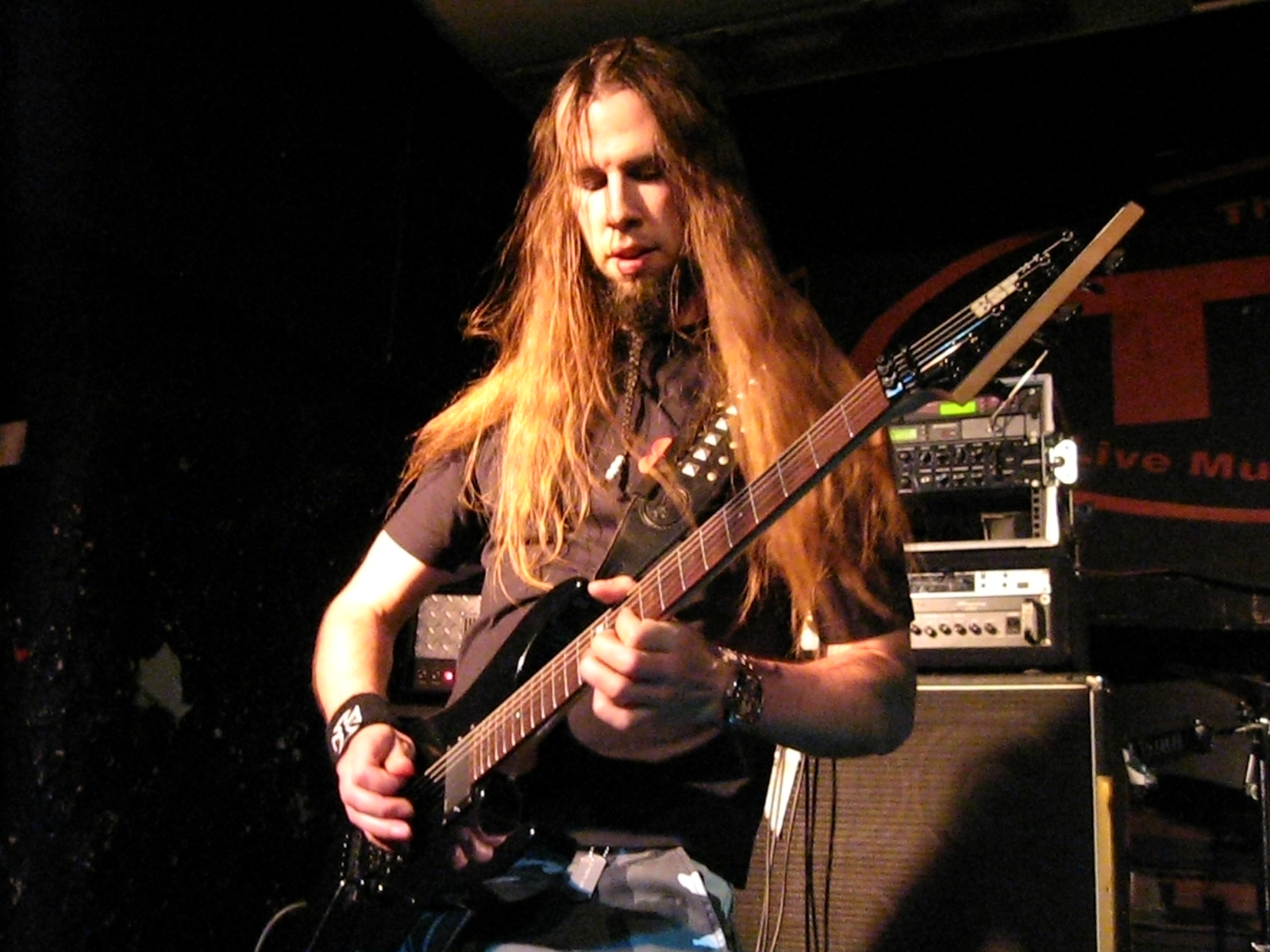
Oskar Montelius (2007)

Po úspěchu s deskou Primo Victoria byl do skupiny na post klávesisty, jejž do té doby zastával zpěvák Joakim Brodén, přijat Daniel Mÿhr. Během ledna a února roku 2006 Sabaton vystupovali jako předskokan kapel Edguy a DragonForce na evropském turné a začali se dostávat do povědomí i mimo Švédsko. V červnu vydali druhé album Attero Dominatus, na němž pokračovali ve válečném konceptu, a následně v září hráli ve velkých švédských halách jako předkapela finské skupiny Lordi. V propagaci alba pokračovali na začátku dalšího roku na turné se skupinami Grave Digger a Therion, v jehož rámci se představili také v Česku.
V březnu 2007 Sabaton znovu vydali album Metalizer s upraveným zvukem, které bylo vydáno již jako demo v roce 2002. To vzhledem ke svému dřívějšímu nahrání nepojednává o válkách. Jelikož šlo skupině především o to, aby udělali radost fanouškům, jako bonusové CD bylo s albem vydáno také demo Fist for Fight. Metalizer se i přes malou reklamní kampaň umístilo na první příčce mezi hardrockovými alby ve švédském žebříčku Sverigetopplistan a na vrcholu prodejnosti se drželo několik měsíců. V rámci podpory desky se Sabaton zúčastnili svého prvního headline turné, během kterého vystupovali v evropských klubech a následně také hráli na hudebních festivalech včetně českého Masters of Rock. Na dalším turné vystupovali na přelomu let 2007 a 2008 jako předskokan kapel Helloween a Gamma Ray. Během této koncertní šňůry v Česku vystoupili celkem třikrát. S odstupem času v roce 2014 Brodén o desce Metalizer prohlásil, že to je jediná deska Sabaton, jež se podle jeho názoru ne úplně povedla a „že to je, jako by měla Downův syndrom“.

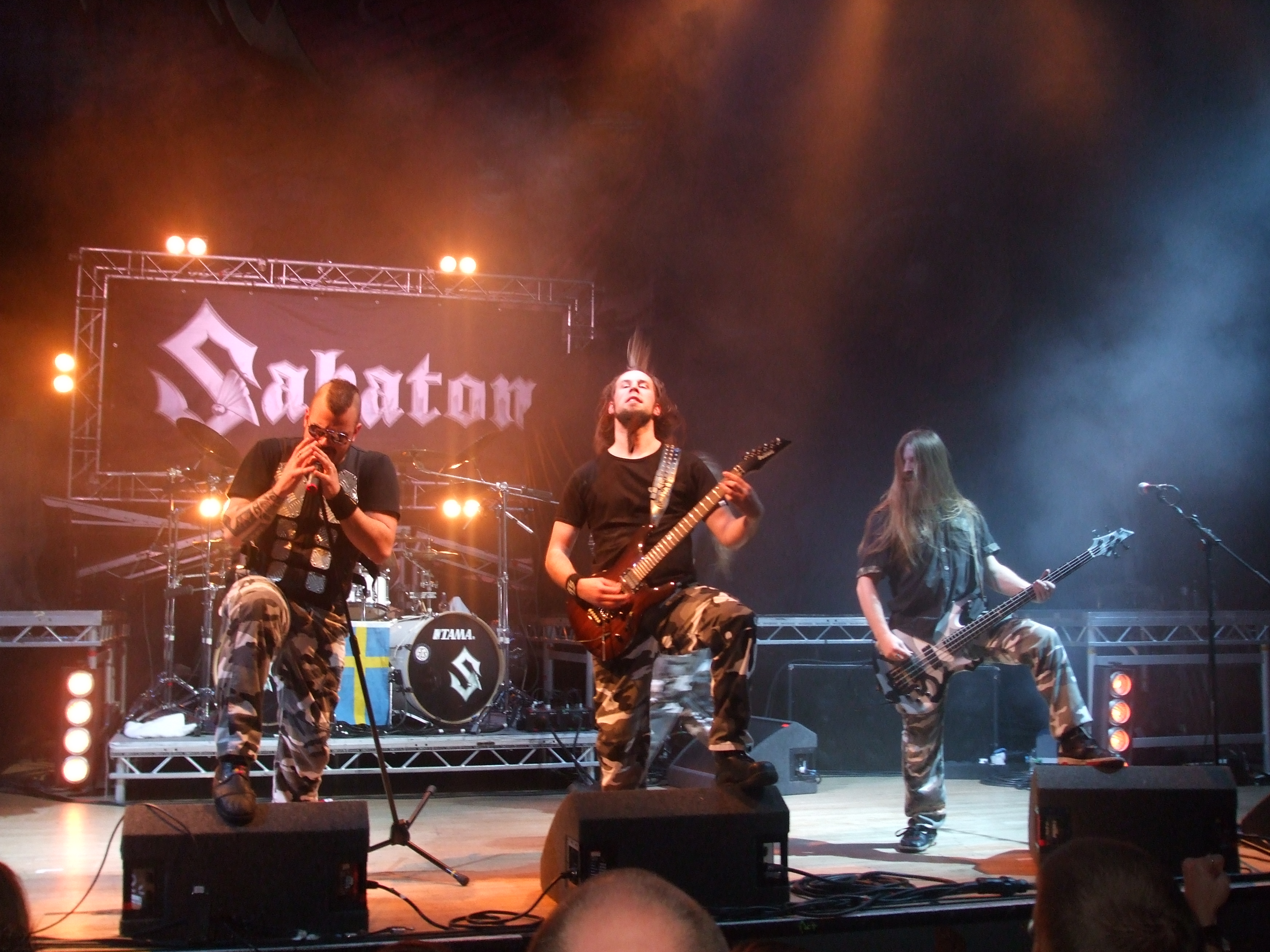
Sabaton v roce 2009

Čtvrtým albem bylo The Art of War, jež vyšlo v květnu roku 2008. Kromě producenta Tommyho Tägtgrena se na něm podílel také producent Peter Tägtgren a stejně jako předchozí alba skupiny, i toto bylo nahráno ve studiu Abyss Studio. Název je inspirován stejnojmennou knihou vojenského poradce Sun-c’ z 5. století př. n. l., ze které je také na albu anglicky citováno. Písně na této desce tematicky pojednávají převážně o bitvách druhé světové války, prostor zde ale také dostaly některé kapitoly knihy Umění války. Sabaton vydali The Art of War také v limitované edici, která obsahovala publikaci Umění války. Ještě před vydáním alba odehráli Sabaton svůj první koncert v USA, a to v Austinu na filmovém festivalu South by Southwest. Následně na podzim absolvovali své další evropské headline turné, které probíhalo v říjnu a v listopadu. Jako předkapela se této koncertní série pojmenované The Art of Live, jež obsahovala také dvě vyprodaná vystoupení v Česku, zúčastnila skupina Grailknights. Turné pokračovalo na jaře dalšího roku, kdy Sabaton dělali spolu se skupinou Bullet předskokany kapele HammerFall. V září si Sabaton připravili pro polské fanoušky speciální krátké turné Always Remember Tour, které obsahovalo šest koncertů v Polsku. Prvních dvou vystoupení se v roli předkapely zúčastnila finská skupina Stratovarius. Sabaton se i přesto, že téměř celý rok jezdili po Evropě a hráli koncerty, rozhodli během listopadu a prosince vyrazit na další turné, tentokrát jako předkapela DragonForce. Během tohoto turné bylo zároveň oznámeno, že Sabaton podepsali smlouvu s německým hudebním vydavatelstvím Nuclear Blast.

### Coat of Arms,Carolus Rexa rozpad původní sestavy (2010–2013)

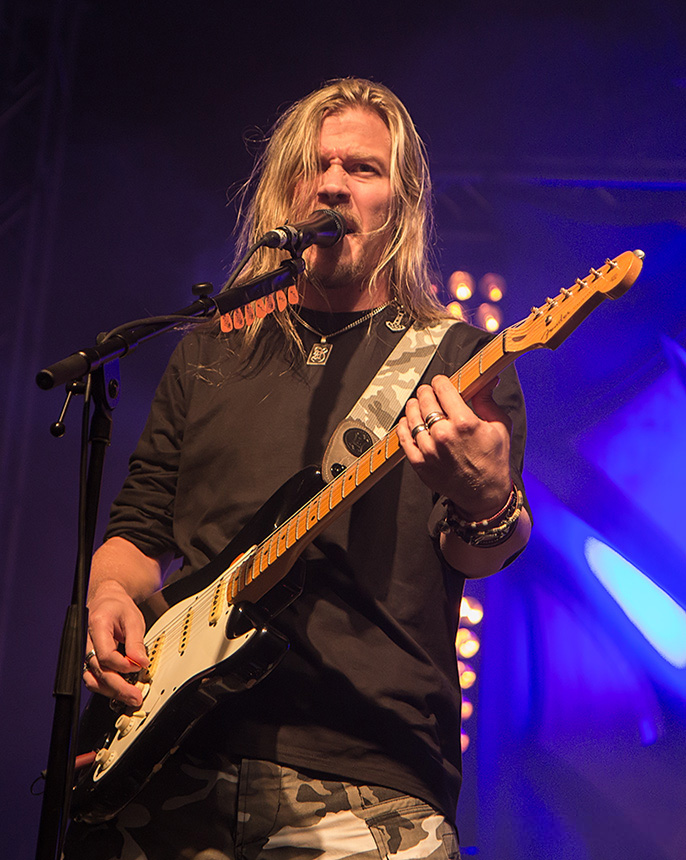
Thobbe Englund (2012)

Pořadově pátou studiovou deskou se stala nahrávka Coat of Arms, na které se Sabaton opět věnovali druhé světové válce, přestože podle Brodéna plánovali tentokrát psát o jiných tématech. Když se o tom ovšem doslechli fanoušci, hodně z nich proti tomu protestovalo, a tak je skupina požádala, aby jim zaslali informace o bitvách, o nichž by mohla napsat texty. Výsledkem bylo, že témata na albu, jež vyšlo v květnu roku 2010, jsou z 80 % nápady fanoušků. Coat of Arms se nejlépe umístilo na druhé pozici ve švédské, na desátém místě v řecké hitparádě, na sedmnácté příčce ve finském žebříčku Suomen virallinen lista a v Německu se po svém vydání stalo devatenáctým nejprodávanějším albem. V srpnu vyšel videoklip k písni „Uprising“, v němž byl v hlavní roli obsazen švédský herec Peter Stormare. Zároveň v létě skupina koupila práva na svá předchozí alba Primo Victoria, Attero Dominatus, Metalizer a The Art of War, která následně znovu nahrála a vydala v „Re-armed“ edici. Stejně jako ke skladbě „Uprising“, i k písni „Screaming Eagles“ byl později natočen videoklip.
V rámci podpory desky Coat of Arms Sabaton v září odstartovali evropskou část svého turné World War Tour, jež čítala přes šedesát koncertů ve více než dvaceti zemích. Jako předkapely s nimi jely skupiny Steelwing a Alestorm. Turné pokračovalo v březnu 2011, kdy Sabaton odehráli nějaké koncerty v Evropě a následně se v dubnu přesunuli do USA, kde dělali předskokana skupině Accept. Po skončení americké části turné Sabaton pokračovali ve vytrvalém koncertování, tentokrát v Rusku jako předkapela Scorpions. V létě odehráli svůj setlist na některých metalových festivalech a ještě na několika evropských headline vystoupeních v rámci Power of Metal Tour. Spolu se Sabatonem na turné vystupovaly kapely Grave Digger, Powerwolf a Skull Fist. Hned po těchto vystoupení Sabaton opět odletěli do USA, kde předskakovali skupině Evergrey. Zároveň v roce 2011 hráli před Iron Maiden na stadionu Ullevi v Göteborgu a před Judas Priest v Mercedes-Benz Areně v Berlíně. V srpnu roku 2011 vydali své první koncertní album World War Live: Battle of the Baltic Sea, jež kromě dvou CD z World War Tour 2010 také obsahovalo video záznam z koncertu ve Falunu z roku 2008.

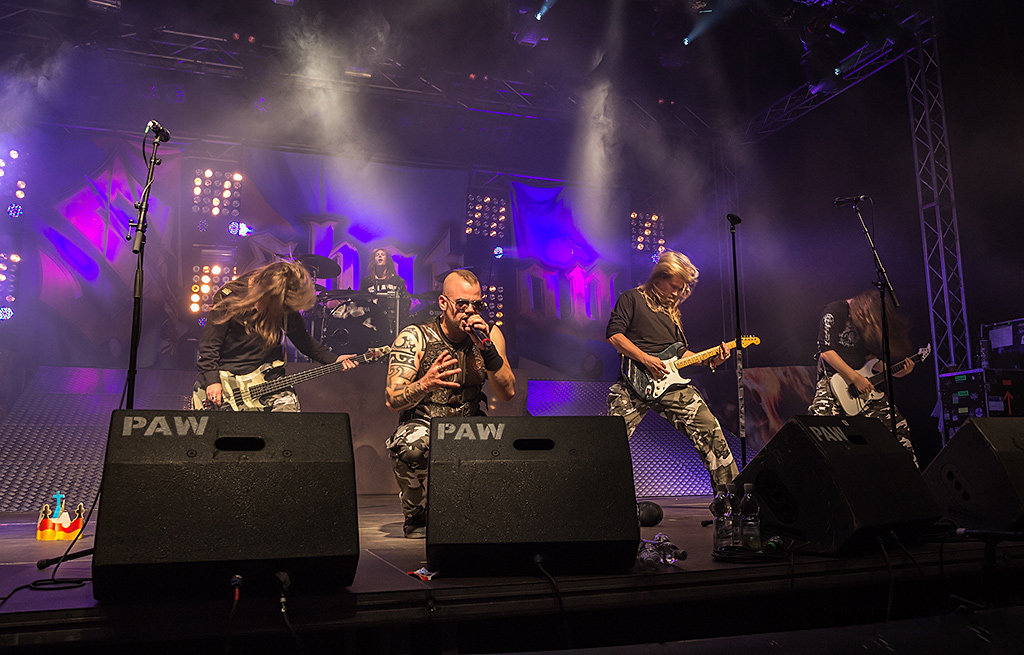
Sabaton (2012)

Další rok Sabaton neotáleli a hned v lednu 2012 začali s natáčením dalšího alba. Na něm se tentokrát rozhodli zpracovat celé období švédského impéria, a to za spolupráce švédského historika Bengta Liljegrena. Novinka, jejíž nahrávání trvalo přibližně měsíc, nakonec dostala název Carolus Rex, vyšla koncem května 2012, a poprvé v historii Sabatonu ji plně produkoval Peter Tägtgren. Sabaton na ní oproti předchozím deskám více využili ženské sbory, skladby zároveň zněly více symfonicky a objevovaly se v nich orchestrální prvky. Všechny písně byly napsané a vydané v anglické i švédské verzi. Jedinou výjimku tvoří závěrečná skladba „Ruina Imperii“, jež byla napsaná pouze ve švédštině. V dubnu, přibližně měsíc před vydáním alba, se ovšem začaly šířit zvěsti, že ve skupině došlo k velkým změnám a že má z původní sestavy zůstat pouze zpěvák Joakim Brodén a baskytarista Pär Sundström. Brodén tyto podle jeho slov „kecy“ v rozhovoru pro český magazín Spark popřel, ale již za týden po uskutečnění rozhovoru skupina oficiálně oznámila rozpad. Z původních členů opravdu zůstali jen Brodén a Sundström, kteří se rozhodli se Sabaton pokračovat s novou sestavou. Do té byli přijati kytaristé Thobbe Englund a Chris Rörland a bubeník Robban Bäck. Jelikož nenašli vhodnou náhradu za klávesistu Daniela Mÿhra, rozhodli se zvuk kláves během živých vystoupení pouštět z playbacku. Podle Sundströma byly hlavními důvody rozpadu kapely časová vytíženost a dlouhá koncertní turné, jelikož ostatní členové chtěli trávit více času se svými rodinami. Carolus Rex se dostalo do několika evropských hitparád, včetně druhého místa ve Švédsku, sedmého v Německu a devátého ve Finsku. Ve Švédsku obdrželo čtyřplatinovou desku a v Polsku desku zlatou.
Koncertní série k podpoře alba, pojmenovaná Swedish Empire Tour, začala ještě před vydáním desky, a to na začátku dubna, kdy Sabaton odletěli do USA, kde se zúčastnili svého prvního headline turné v zámoří. Turné poté pokračovalo v létě vystupováním na metalových festivalech a následně na velkém evropském headline turné. V rámci festivalů skupina mimo jiné vystoupila na českém Masters of Rock, pro který speciálně složila píseň „Far from the Fame“ pojednávající o českém maršálovi Karlu Janouškovi, a na polském Przystanek Woodstock. Tam vystoupili jako headliner, hráli před více než půl milionem diváků a celé vystoupení zaznamenávali a později vydali na DVD. Na evropském turné, jež pokračovalo i v březnu 2013, skupinu doprovázely kapely Eluveitie a Wisdom. Části turné se nezúčastnil bubeník Robban Bäck, jelikož se jeho přítelkyni mělo narodit dítě a Bäck chtěl zůstat doma s rodinou. Jako dočasná náhrada za něj post bubeníka převzal Snowy Shaw. Poslední část Swedish Empire Tour proběhla v létě na metalových festivalech. V září 2013 Sabaton vydali DVD Swedish Empire Live, jež obsahovalo záznam vystoupení na festivalu Przystanek Woodstock a také záznamy z koncertů v Göteborgu, Londýně a Oberhausenu ze Swedish Empire Tour. Ke konci roku 2013 bylo ještě oznámeno, že místo Bäcka se stálým bubeníkem Sabatonu stal Hannes Van Dahl, který s kapelou na Swedish Empire Tour spolupracoval jako technik a staral se o bicí.

### HeroesaThe Last Stand(2014–2017)

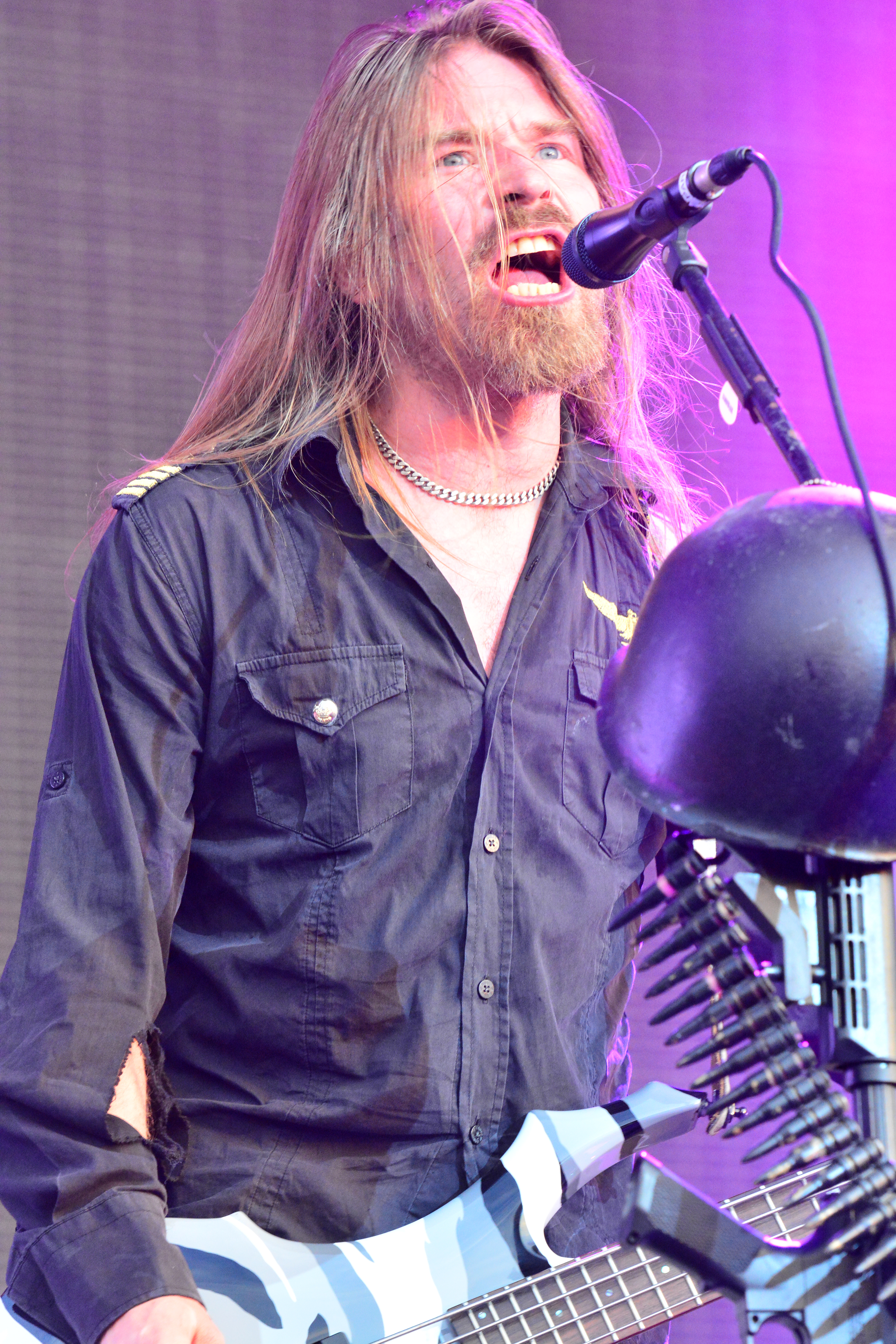
Pär Sundström (2015)

Během podzimu roku 2013 začal Brodén s psaním materiálu k desce s tématem válečných hrdinů z druhé světové války, o které přemýšlel již v roce 2010 před vydáním alba Coat of Arms. Polovinu tohoto materiálu v listopadu ovšem vyhodil a napsal znovu, a to z obavy, že deska nebude dost dobrá a fanoušci budou vinit Rörlanda, Englunda a Van Dahla, pro něž to bylo první album, na kterém se v kapele podíleli. Nahrávání alba začalo hned na začátku ledna 2014 a trvalo necelé dva měsíce. Nahrávalo se opět ve studiu Abyss s producentem Peterem Tägtgrenem. Brodén o práci ve studiu řekl, že si ji už dlouho neužíval jako při nahrávání tohoto alba, a to především proto, že nové členy skupiny „nahrávání bavilo a hlídali si sebemenší přehmat“. Na bývalých členech bylo podle něj vidět, že „je hudba tolik nebaví“. Novinka dostala název Heroes a vyšla v květnu 2014. Sabaton se na ní vrátili zpět ke stylu heavy metalu, od něhož se na předchozí spíše symfonické desce Carolus Rex (2012) částečně odpoutali. Heroes se setkalo s velkým prodejním úspěchem a umístilo se na předních příčkách evropských hitparád, včetně té české, kde se dostalo na čtvrtou pozici. Zároveň bylo chváleno mnohými recenzenty; David Havlena, redaktor časopisu Spark, ho přirovnal k tehdy nově vydaným nahrávkám úspěšných skupin Iced Earth a Gamma Ray. Heroes se ve Finsku stalo zlaté a ve Švédsku dokonce platinové.
V dubnu a květnu 2014 se Sabaton a skupina ReVamp zúčastnily jako předskokani kapely Iced Earth turné po Severní Americe. To skončilo přesně v den vydání alba a Sabaton poté začali desku propagovat na metalových festivalech. Následně v září 2014 začala koncertní šňůra Heroes on Tour, během níž Sabaton vystupovali jako headliner na svém prvním turné v Jižní Americe, jako předkapela Amon Amarth v Severní Americe a ke konci listopadu začala evropská část, která pokračovala až do února 2015. Během ní Sabaton kromě velkého množství pyrotechnických efektů použili jako bubenickou rampu ručně vyrobený tank se dvěma rotačními kanóny, které sloužily právě k vystřelování pyrotechniky. V dubnu a květnu 2015 se Sabaton zúčastnili dalšího turné v Severní Americe, tentokrát jako jedni z předskokanů Nightwish. Během léta pak vystupovali na metalových festivalech, včetně rakouského Rock in Vienna, kde odehráli své vystoupení spolu se symfonickým orchestrem Bohemia Praha. Od koncertování si poté dali členové skupiny krátkou pauzu a na další turné se vydali až v únoru 2016, kdy s předkapelou Wisdom navštívili některé evropské země. Koncertování pokračovalo v březnu 2016 ve Spojeném království, tentokrát ale společně se kapelou Alestorm. Coby předkapela zde vystupovala skupina Bloodbound. Na začátku března také Sabaton vydali koncertní DVD Heroes on Tour, jež obsahuje záznamy z vystoupení na Wacken Open Air a Sabaton Open Air.

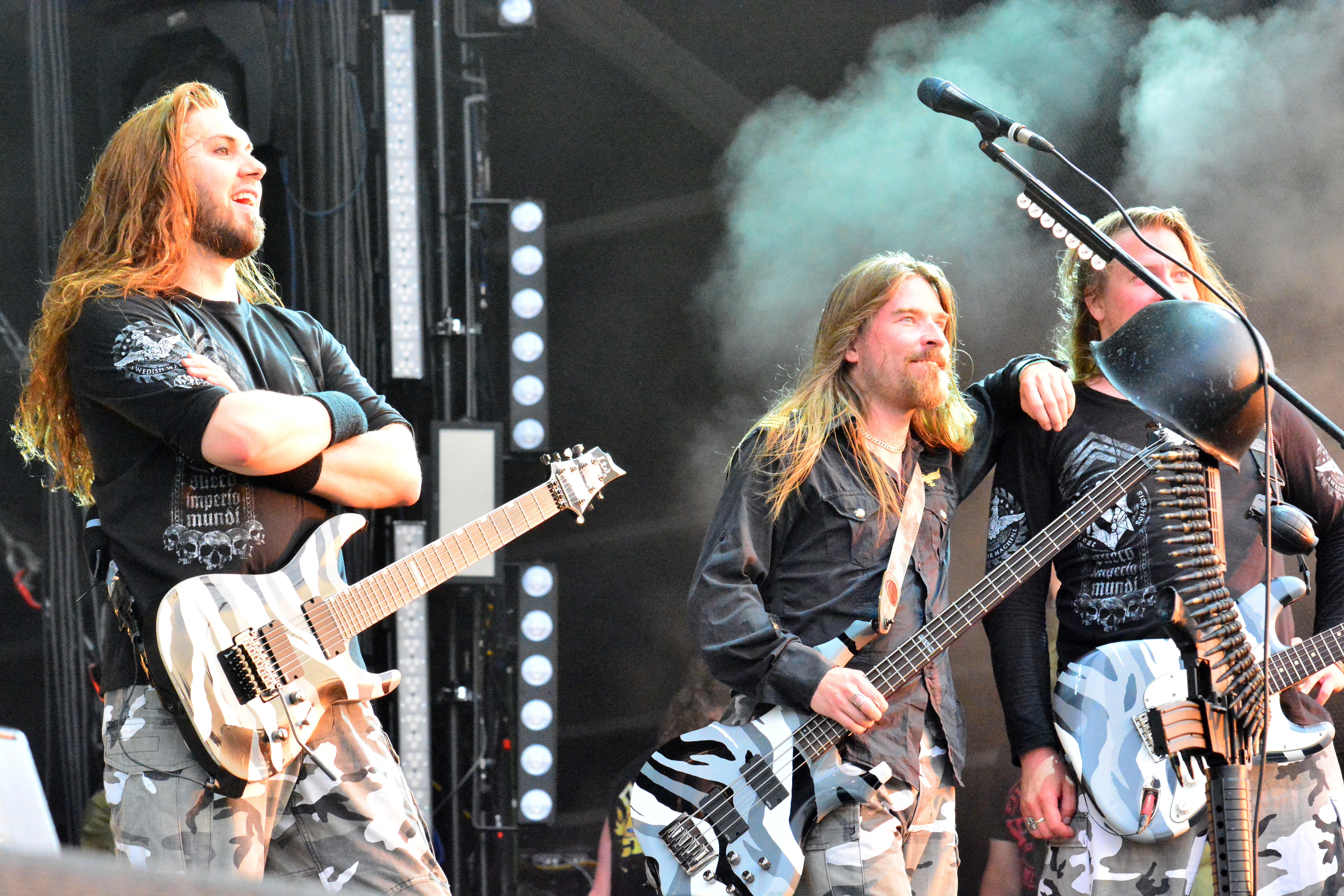
Sabaton na Wacken Open Air 2015

Po skončení turné šla kapela do studia Abyss Studios, kde začala nahrávat další studiové album. Původní plán byl, že se bude jmenovat Commanders a bude pojednávat o vojenských vůdcích, jako byl například Adolf Hitler, Josif Vissarionovič Stalin nebo Alexandr Veliký. S tím ovšem nesouhlasilo vydavatelství. Sabaton se tedy rozhodli zpracovat téma posledního odporu, a to v časovém rozmezí dvou a půl tisíce let; od bitvy u Thermopyl (480 př. n. l.) až po bitvu o kótu 3234 (1988). Z toho důvodu podle Brodéna zní album hodně pestře. Například ve skladbě „The Lost Battalion“ skupina místo bicí soupravy použila vojenské zbraně. Zvuk basového bubnu nahradil zvuk 12,7mm kulometu, místo rytmického bubnu je slyšet 9mm pistole a místo činel je použit zvuk bajonetu procházejícího lidským tělem. Deska, která dostala název The Last Stand a vyšla v srpnu 2016, se umístila na předních příčkách evropských hitparád; ve finské, švédské, švýcarské a české na prvním místě a také se probojovala do první desítky světové hitparády, konkrétně obsadila šesté místo. V Česku, Polsku a Švédsku byla následně oceněna zlatou deskou. Den po vydání alba skupinu po koncertu na Sabaton Open Air opustil z rodinných důvodů kytarista Thobbe Englund, jenž svůj odchod oznámil již v červenci, a tento koncert byl jeho posledním. V kapele ho vystřídal Tommy Johansson.

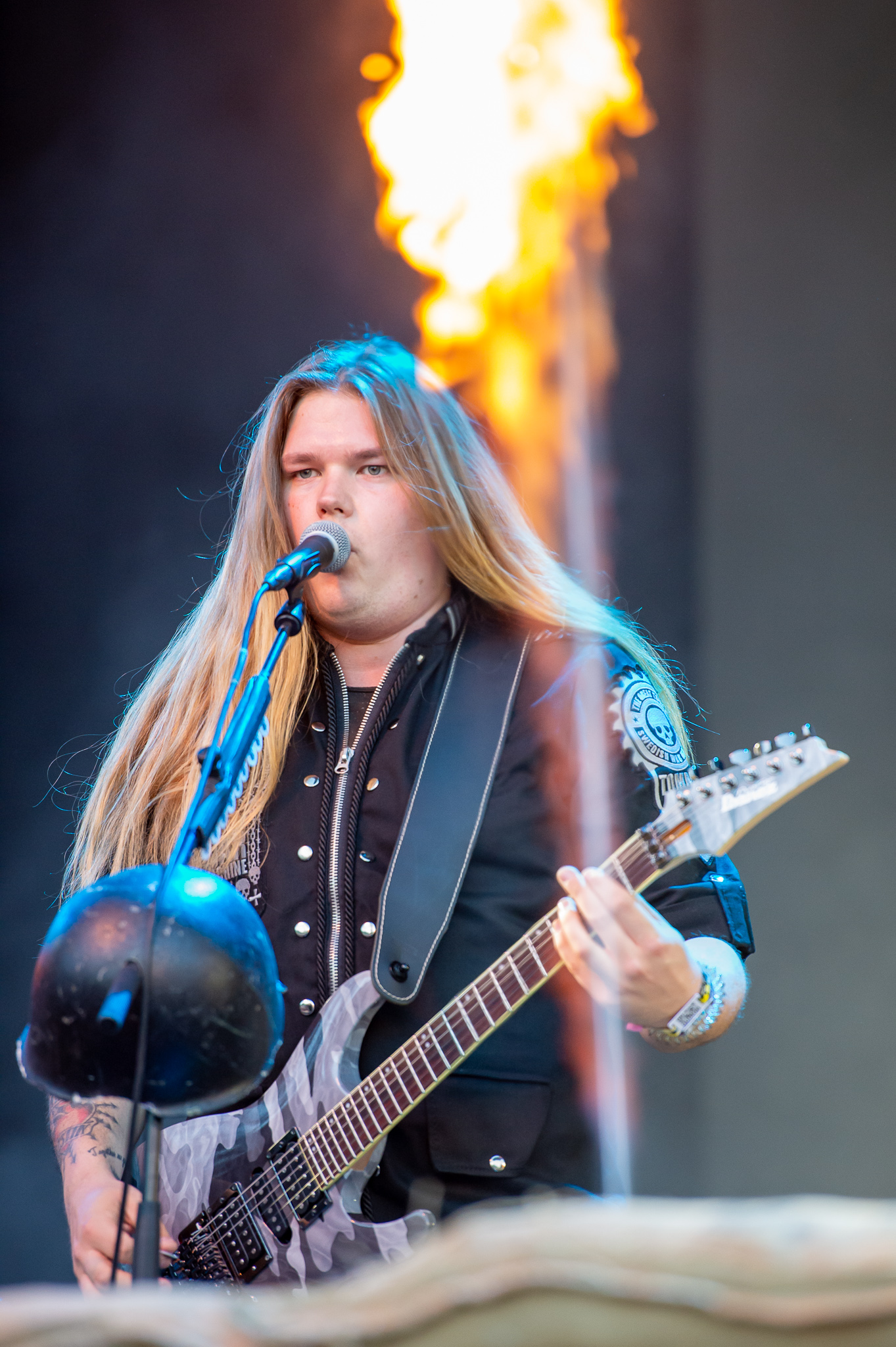
Tommy Johansson v roce 2019

Po účasti na letních festivalech se Sabaton přesunuli do Severní Ameriky, kde tentokrát hráli před skupinou Trivium. Poté pokračovali ve svém vlastním headline turné pojmenovaném The Last Tour v Jižní Americe, Rusku, Bělorusku, Litvě a Lotyšsku. Na začátku ledna 2017 začalo turné, o kterém Sundström prohlásil, že bude to nejlepší a největší, které kdy Sabaton doposud absolvovali. Probíhalo v Evropě a Sabaton spolu s předkapelami Accept a Twilight Force odehráli celkem 56 vystoupení ve 26 zemích. Mezi nimi bylo i Česko, kde skupiny vystoupily 4. března v pražské Tipsport Areně. Tento koncert s návštěvností 13 000 lidí byl největším sólovým vystoupením v dosavadní historii Sabatonu. Na konci dubna začalo přibližně měsíční koncertní turné, tentokrát v Severní Americe, kde Sabaton vystupovali jako headliner poprvé od roku 2012. Jako předkapely s nimi jely skupiny Leaves' Eyes a Battle Beast. V létě skupina vystoupila jako hlavní hvězda na českém festivalu Masters of Rock, kde odehrála koncert spolu se zlínskou filharmonií Bohuslava Martinů. Zpěvák Brodén o tom prohlásil, že se má jednat o jedinou show Sabatonu tohoto druhu v Evropě pro rok 2017. Podle Jiřího Darona, ředitele agentury pořádající festival, měli Sabaton toto vystoupení nahrávat na připravované DVD.

### Great War (2018–2019)
Na začátku roku 2018 proběhlo severoamerické co-headline turné s kapelou Kreator. Během zbytku téhož roku skupina omezila svojí koncertní aktivitu, jelikož začala pracovat na novém studiovém albu. Nahrávání této desky nazvané The Great War započalo symbolicky 11. listopadu 2018, přesně sto let od konce první světové války. Právě tématu první světové války se album, jehož vydání proběhlo v červenci roku 2019, totiž věnuje. Pro nahrání v pořadí devátého studiového alba se skupina rozhodla ke změně producenta a oslovila Jonase Kjellgrena, s nímž již v minulosti spolupracovala na různých bonusových skladbách a na mixu alb. Sabaton tak během nahrávání alba docílili trochu jiné produkce a zvuku, dle Sundströma ale změna nebyla nijak markantní díky tomu, že se skupina s Kjellgrenem dobře znala. Album je vzhledem k tématu zároveň o něco temnější než předchozí desky, což byl dle Brodéna trošku problém. Hudba Sabaton je totiž dle jeho slov spíš veselá a z toho důvodu nemohla skupina na album dostat některé příběhy, jelikož se k nim hudba nehodila.
V rámci podpory alba plánuje skupina na podzim roku 2019 vystupovat měsíc v Severní Americe spolu se skupinou HammerFall. Na začátek roku dalšího je pak plánováno turné po Evropě, během něhož kapela vystoupí také v pražské O2 areně. Na toto turné jsou jako předkapely oznámeny Amaranthe a Apocalyptica.

### The War to End All Wars (2022)
V pořadí desáté album bylo ohlášeno v polovině roku 2021 a vyšlo 4. března 2022. Jeho téma zůstává stejné – první světová válka. 
1. „Sarajevo“ – o atentátu na arcivévodu Františka Ferdinanda d'Este
2. „Stormtroopers“ – o elitních jednotkách německé armády
3. „Dreadnought“ – o přelomové bitevní lodi Dreadnought a bitvě u Jutska
4. „Unkillable Soldier“ – o belgicko-irském vojákovi Siru Adrianu Carton De Wiartovi
5. „Soldier of Heaven“ – o boji v Alpách během alpské kampaně
6. „Hellfighters“ – o 369. pluku americké armády během 1. sv. války tvořeném pouze Afroameričany
7. „Race to the Sea“ – o Albertu I. Belgickém bojujícím po boku belgických vojáků v bitvě u Yser na konci roku 1914 v „Závodu k moři“
8. „Lady of the Dark“ – o Milunce Savić
9. „The Valley of Death“ – o bitvě o Doiran
10. „Christmas Truce“ – o Vánočním příměří
11. „Versailles“ – o samotném konci války (Versaillský mír)

### Heroes of The Great War (2023)
20. ledna 2023 skupina vydala EP album Heroes of The great War. Na této desce představila několik svých starších skladeb a také novou skladbu The First Soldier.
1. The First Soldier -  o Albertu Severin Rocheovi
2. A Ghost In The Trenches
3. Lady Of The Dark -  o Milunce Savić
4. Last Dying Breath - Draughtinovi Gavrilovici

1. The Unkillable Soldier - o belgicko-irském vojákovi Siru Adrianu Carton De Wiartovi
2. Seven Pillars Of Wisdom - o T. E. Lawrencovi
3. 82nd All The Way

### Výměna kytaristů (2024)
V lednu 2024 skupina oznámila přátelský rozchod s kytaristou Tommym Johanssonem, aby se věnoval své kapele Majestica. V únoru se ke skupině připojil staronový člen kytarista Thobbe Englund.

## Hudební styl

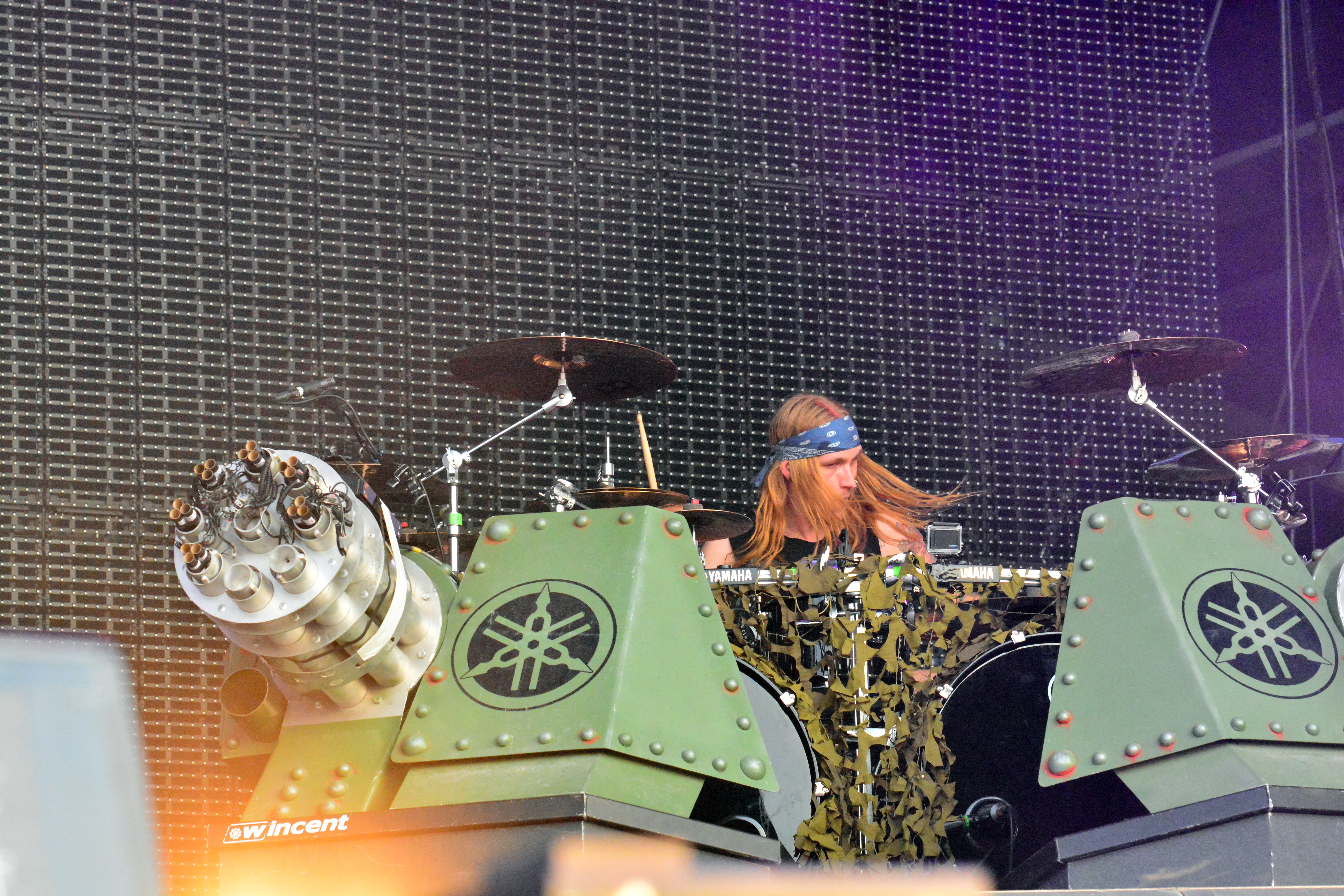
Hannes Van Dahl (2015)

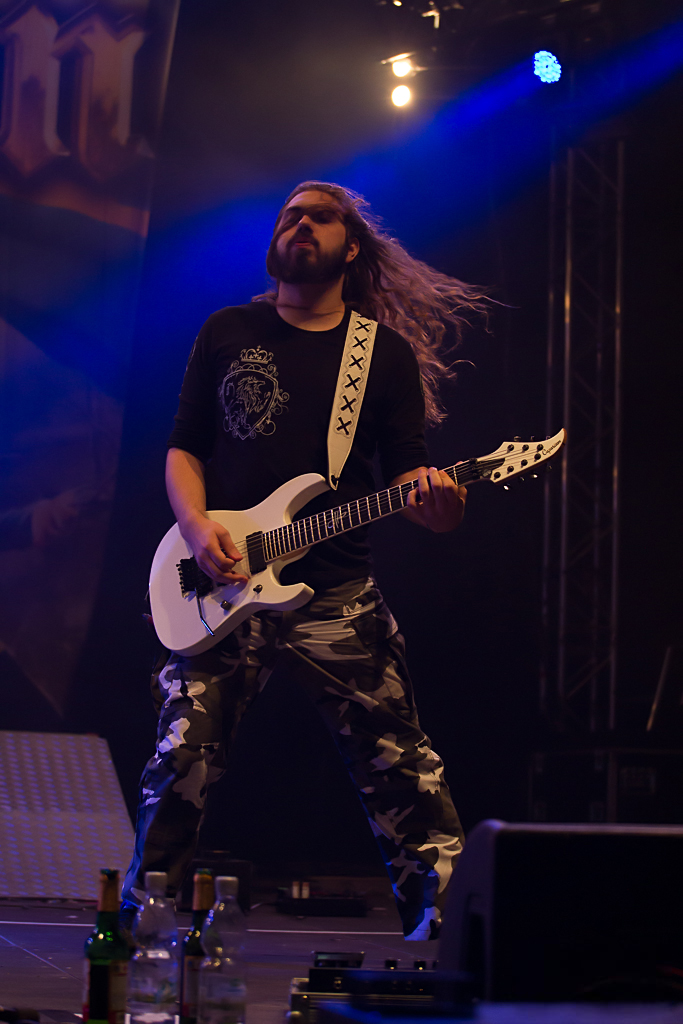
Chris Rörland (2013)

Hudební styl Sabatonu je hodně specifický, jedná se především o heavy metal kombinovaný s orchestrálními a klávesovými prvky power metalu. Právě ty tvoří podle producenta Petera Tägtgrena typický a originální zvuk Sabatonu. Na ten má vliv i zpěvák Joakim Brodén se svým hrubým hlasem a neanglicky tvrdým vyslovováním hlásky „r“. Tohoto stylu se podle nynějšího kytaristy skupiny Thobbeho Englunda Sabaton drží po celou svojí kariéru a mění ho jen výjimečně. Nejzásadnější odklony jsou alba Carolus Rex (2012), jež znělo více symfonicky, a Heroes (2014), kde naopak Sabaton použili především čistý heavymetalový zvuk ve stylu Accept. Přestože skupina ve velkém množstvím používá klávesové prvky, od rozpadu v roce 2012 živě vystupuje bez klávesisty pouze jako klasické rockové kvarteto (dvě kytary, baskytara, bicí) se zpěvákem. Ve studiu post klávesisty zastává Brodén, na živých vystoupení je zvuk kláves pouštěn z playbacku.
Ve svých textech, které skládá Brodén a baskytarista Pär Sundström, se v počátcích Sabaton věnovali spíše fantasy tématům, v některých písních zpracovávali témata z fiktivního světa Středozem od spisovatele Johna Tolkiena, podle Brodéna však rychle přišli na to, že je novodobé válečné konflikty zajímají více. V případě Sabatonu ovšem nejde o nějakou oslavu válek či politickou a idealistickou propagandu, nýbrž o podání „historického svědectví“ a vyprávění příběhů. Přesto již kvůli svým textům měli Sabaton několik problémů. Například v Německu provázely komplikace vydání jejich první desky Primo Victoria (2005), a to především kvůli slovu „Nazi“ (česky nacistický) v titulní písni, což bylo označeno za neonacistickou propagandu. To ovšem bylo použito v kontextu, že si spojenecké síly razí cestu skrze nacistické linie a po tomto vysvětlení bylo vydání desky povoleno. Z propagace nacismu byli Sabaton obviněni také některými ruskými politiky. Mimo to se setkali i s rozzuřenými reakcemi ze strany fanoušků, a to hlavně u písně „Counterstrike“ z debutové desky. V té se totiž zpívá „se skórem 307 vládnou Izraelci nebesům“, což vadilo Syřanům, kteří si to vyložili v náboženském kontextu a bylo pro ně nepřijatelné, že by Izraelci vládli na nebesích. Skupina tím ovšem myslela, že Izraelci sestřelili 307 egyptských letadel a získali tím vzdušnou převahu. Podle Brodéna pak po vysvětlení správného významu textu s písní již žádný další problém nebyl. Písně jsou psané v angličtině, výjimku tvoří album Carolus Rex (2012), které vyšlo také v pro členy skupiny rodné švédštině, a některé bonusové skladby.
Sabaton v rámci propagace alb vystupují na dlouhých turné po téměř celé Evropě, Americe a také v některých asijských zemích. Od roku 2010 tato turné pravidelně čítají více než 100 vystoupení ročně. Právě tato dlouhá a náročná koncertní turné byla hlavním důvodem odchodu většiny původních členů v roce 2012. Ti totiž chtěli více času trávit se svými rodinami. Ve skupině tehdy zůstal pouze Brodén a Sundström, kteří pokračovali s novou sestavou. Ani ta ovšem nevydržela dlouho a již za rok ji opustil bubeník Robban Bäck a v roce 2016 Englund. Místo Bäcka byl do skupiny přijat Hannes Van Dahl a Englunda nahradil Tommy Johansson. Během vystoupení Sabaton pódium stylizují do podoby bojiště, kterému od roku 2014 dominuje ručně vyrobený tank se dvěma rotačními kanóny používaný jako bubenická rampa. Kromě klasických vystoupení Sabaton v srpnu pořádají každoročně od roku 2008 svůj vlastní hudební festival Sabaton Open Air, v prosinci zase od roku 2010 každoroční plavbu po Baltském moři nazvanou Sabaton Cruise zahrnující živé vystoupení skupiny. K příležitosti dokončení nahrávání alba The Last Stand (2016) byla také zahájena výroba speciálního piva Sabaton, které bylo pojmenováno The Last Beer.
Podle Wolfa Hoffmanna, kytaristy skupiny Accept, jsou Sabaton unikátní, „a to především ve způsobu, jakým si kontrolují byznys a kariéru.“ Nenajímají si totiž žádnou externí firmu, ale mají svůj vlastní management. Ten má na starosti hlavně Sundström, pro kterého je podle jeho slov Sabaton „životní partner“, o kterého se stará každý den v roce.

### Vztah kČesku
Sabaton se v Česku těší velké popularitě; pravidelně se jejich alba umísťují na předních příčkách v hitparádě české IFPI, The Last Stand (2016) bylo oceněno zlatou desku a koncert ve vyprodané pražské Tipsport Areně v březnu 2017 s návštěvností 13 000 lidí byl v té době největším samostatným vystoupením v historii Sabaton. Svůj vliv na tom má i Brodénův původ, jeho matka totiž pochází z Česka a sám Brodén trávil jako malé dítě letní prázdniny v Praze. Proto zvládá trochu hovořit česky, čehož využívá na koncertech v Česku a na Slovensku. Má také český pas, díky kterému se mohl účastnit soutěže Český slavík, kde se v roce 2016 umístil na páté pozici s celkovým ziskem 9 826 bodů.
V některých textech Brodén zpívá také o české historii; v písni „Aces in Exile“ zmiňuje československé piloty během bitvy o Británii, „1648“ pojednává o švédském obléhání Prahy a ve „Far from the Fame“ Sabaton zpívají o československém maršálu Karlu Janouškovi. V roce 2018 zveřejnila skupina videoklip k písni „Kingdom Come“ se záběry z české videohry Kingdom Come: Deliverance.

## Vzory
Joakima Brodéna podle jeho vlastních slov jako muzikanta ovlivnily především skupiny W.A.S.P., Helloween, Slayer, Accept a také ABBA. Od Accept se Brodén nechal při skládání inspirovat a převzal od nich sbory. Zároveň mají obě skupiny podle Wolfa Hoffmanna podobné harmonie zpěvu. Pär Sundström má za cíl se Sabatonem „oslovit celý svět stejně jako Iron Maiden“. Velký vliv na Sabaton, převážně na jejich mohutný zvuk a sílu bicích, měl také producent Peter Tägtgren.

## Vliv na další skupiny a odraz v kultuře
Tematikou války a bojování se od Sabatonu nechala inspirovat skupina Bloodbound na svém albu Unholy Cross (2011). Na desce War of Dragons (2017) zase Bloodbound zdůraznili klávesy a podle vlastních slov se tak přiblížili „k hudbě Nightwish, Powerwolf nebo právě Sabatonu“.
Písně „Carolux Rex“ a „Lifetime of War“ z alba Carolus Rex (2012) nějakou dobu zněly v Královském dramatickém divadle ve Stockholmu ve hře inspirované životem švédského krále Karla XII. Jelikož se jedná o královské divadlo, musel písně schválit sám král Karel XVI. Gustav. Některé skladby Sabatonu byly také použity jako soundtrack k počítačové hře Hearts of Iron IV.

## Sestava
- Joakim Brodén – zpěv (od 1999)
- Pär Sundström – basová kytara, doprovodný zpěv (od 1999)
- Chris Rörland – kytara, doprovodný zpěv (od 2012)
- Thobbe Englund – kytara (2012–2016 a od 2024)
- Hannes Van Dahl – bicí souprava, doprovodný zpěv (od 2013)

Bývalí členové
- Oskar Montelius – kytara (1999–2012)
- Rikard Sundén – kytara (1999–2012)
- Daniel Mÿhr – klávesy (2005–2012)
- Richard Larsson – bicí souprava (1999–2001)
- Daniel Mullback – bicí souprava (2001–2012)
- Robban Bäck – bicí souprava (2012–2013)
- Tommy Johansson – kytara, doprovodný zpěv (2016–2024)

## Diskografie
- Primo Victoria (2005)
- Attero Dominatus (2006)
- Metalizer (2007)
- The Art of War (2008)
- Coat of Arms (2010)
- Carolus Rex (2012)
- Heroes (2014)
- The Last Stand (2016)
- The Great War (2019)
- The War to End All Wars (2022)
- Legends (2025)